# Stagno di Baiocco
Lo stagno di Baiocco è una zona umida situata in prossimità della costa sud-occidentale della Sardegna. Di proprietà demaniale della Regione Sardegna, appartiene amministrativamente al comune di Masainas ed è limitrofo allo stagno di Porto Botte.

Con la direttiva comunitaria "Habitat" n. 92/43/CEE viene dichiarato sito di interesse comunitario (ITB042226) e inserito nella rete Natura 2000 con l'intento di tutelarne la biodiversità, attraverso la conservazione dell'habitat, della flora e della fauna selvatica presenti.